# Hultsfred
Hultsfred ist ein Ort (tätort) in der schwedischen Provinz Kalmar län und der historischen Provinz Småland. Er ist der Hauptort der gleichnamigen Gemeinde.
Historisch kommt der Name aus dem Altschwedischen und bedeutet „Waldfrieden“.

## Kultur
International bekannt wurde Hultsfred durch das Hultsfredfestival, das ehemals größte Musikfestival Schwedens. Nach dem Konkurs des Veranstalters 2010 fand das Festival mit dem neuen Betreiber FKP Scorpio zwei weitere Mal in Hultsfred statt. Von 2013 bis 2016 gab es in Hultsfred unter neuer Regie ein jährliches großes Festival unter dem Namen „This is Hultsfred“. Es gibt zahlreiche weitere Musikevents im Ort, beispielsweise „Mörkaste Småland“ für Metal, „Rookie“ für Newcomerbands, „Popkollo“ – Workshops für Mädchen und Frauen, sowie viele Konzerte im Hotel Hulingen und im RockCity-Haus.

## Sehenswürdigkeiten
Der Ort ist Endpunkt für eine schmalspurige Museumseisenbahn nach Västervik, der Bahnstrecke Hultsfred–Västervik. Die 70 km lange Fahrt führt über Ankarsrum durch seenreiche Landschaft. Die Fortsetzung der ursprünglich bis Växjö führenden Strecke kann auf 12 km (bis Målilla sanatorium) mit Draisinen befahren werden.

## Verkehr
Der Flugplatz Hultsfred-Vimmerby liegt vier Kilometer nördlich des Ortes.